# Роберт Аллен (економіст)
Роберт Карсон Аллен (Еллен; англ. Robert Carson Allen; нар. 10 січня 1947, Сейлем (Массачусетс)) — американський економіст, професор економічної історії Нью-Йоркського університету в Абу-Дабі.

## Біографія
У 1969 році отримав ступінь бакалавра в Карлтон-коледжі, Міннесота. У Гарвардському університеті здобув ступінь магістра (1972) і доктора філософії (1975).
З 1973 викладав у Гамільтон-коледжі, штат Нью-Йорк. З 1975 в Університеті Британської Колумбії в Канаді. З 2000 викладав в Оксфордському університеті. Після відставки з Оксфорда в 2013 є професором економічної історії Нью-Йоркського університету в Абу-Дабі.
В 2011 році був обраний президентом Асоціації економічної історії.
Громадянин США, Канади і Великої Британії.

## Науковий внесок
У своїй праці «Engel's Pause: A Pessimist's Guide to the British Industrial Revolution» запропонував назвати тривалий період стагнації заробітної плати у Великій Британії з 1800 по 1860 рік «паузою Енгельса».
У книзі «Британська промислова революція в глобальній картині світу» обґрунтував, що Китай не зміг перейти до промислової революції через співвідношення цін на фактори виробництва. В Англії була дорога праця і відносно дешеве кам'яне вугілля. У Китаї, який на той час вже перейшов на кам'яне вугілля, було навпаки, тому дешева праця не стимулювала інновації, здатні її замінити, а дороге вугілля стимулював економію енергії, але не праці.

## Праці
- 1992: Enclosure and the Yeoman: The Agricultural Development of the South Midlands, 1450—1850.
- 2003: Farm to Factory: A Re-interpretation of the Soviet Industrial Revolution
  - От фермы к фабрике: новая интерпретация советской промышленной революции. — М.: РОССПЭН, 2013. — 392 с. — ISBN 978-5-8243-1799-2.
- 2007: Engel's Pause: A Pessimist's Guide to the British Industrial Revolution. Economics Series Working Papers 315, University of Oxford, Department of Economics.
  - Пауза Энгельса. Технические инновации, накопление капитала и неравенство в годы британской Промышленной революции / Перевод с английского: Дмитриев Максим. Проект «Исторические материалы»
- 2009: The British Industrial Revolution in Global Perspective
  - Британская промышленная революция в глобальной картине мира. — М.: Издательство Института Гайдара, 2014. — 448 с.
- 2011: Global economic history: a very short introduction
  - Глобальная экономическая история: краткое введение. — М.: Издательство Института Гайдара, 2013. — 224 с.
- 2017: The Industrial Revolution: a very short introduction. Oxford University Press.